# Arquitectura eclèctica
L'arquitectura eclèctica pren les seves arrels de l'arquitectura historicista. Si l'historicisme es dedicava més a imitar els corrents de l'antiguitat i a incorporar les característiques d'altres cultures (com la grecoromana), l'arquitectura eclèctica es dedica principalment a la combinació de corrents arquitectònics. Així, la seva característica principal és la de combinar dos o més estils arquitectònics en una nova estructura, que resulti quelcom de nou, amb característiques dels corrents que pren, però amb d'altres de nous. El seu període àlgid se situa sobretot entre la fi del segle xix i el començament del xx.
El terme eclèctic ve de l'adjectiu grec (εκλεκτός) que significa 'escollit', que deriva del verb grec escollir (εκλέγω), ja que el que faran els arquitectes, i artistes en general, d'aquesta època, serà escollir de tota la història de l'art el que més els interessa. Les seves referències seran l'art gòtic (neogòtic), romànic (neoromànic) i oriental (orientalisme, exotisme).
Eclecticisme o historicisme no es refereixen al mateix, l'historicisme és l'ús d'un llenguatge anterior i l'eclecticisme és l'ús de diversos llenguatges anteriors en una mateixa arquitectura. Serà un període complicat de la història de l'arquitectura en el qual hi haurà una gran abundància de tendències que s'entrecreuen, i unes molt diverses versions de caràcter nacional, ja que cada país intenta ressuscitar les seves tradicions més autòctones, coincidint amb els moviments nacionalistes o regionalistes.

## Estils

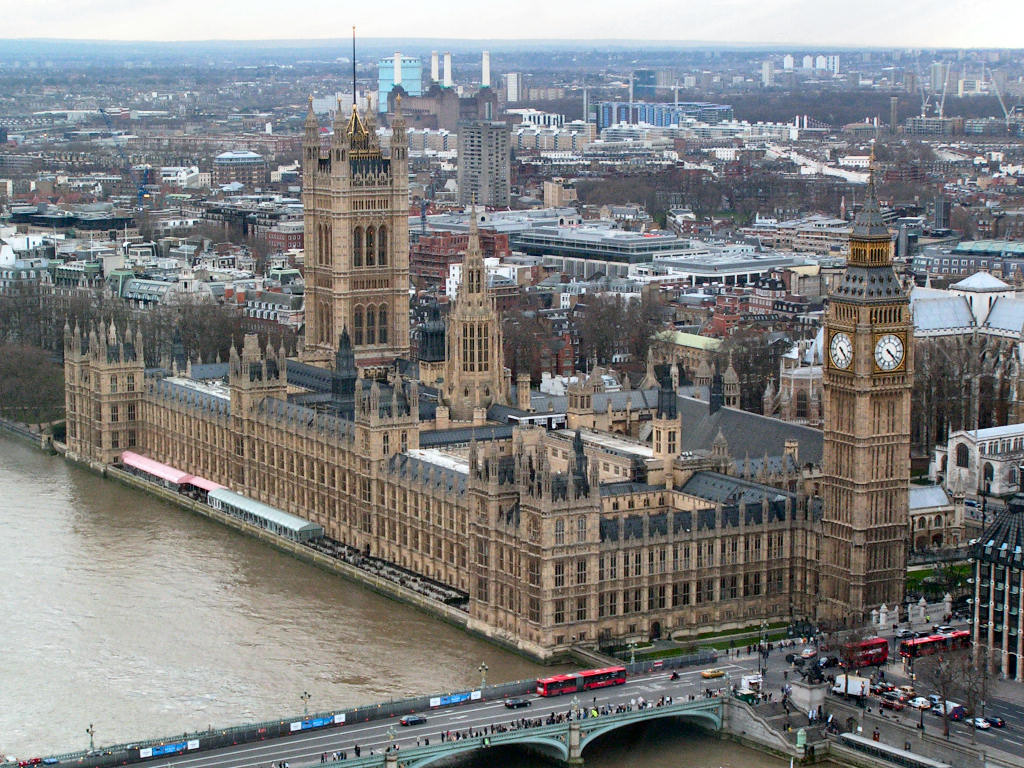
Palau de Westminster, seu del Parlament del Regne Unit, representatiu exemple del neogòtic anglès

## Característiques
La seva característica principal és la de combinar dos o més estils arquitectònics en una nova estructura, que, al seu torn, sigui alguna cosa nova, amb característiques dels corrents que pren, però amb d'altres de noves.
El terme "arquitectura eclèctica" s'aplica també de manera lliure a la varietat d'estils sorgida al segle xix després de l'auge neoclàssic. De tota manera, aquest període va passar a denominar-se "historicista" amb el pas del temps.
En les últimes dècades del segle xx es va desenvolupar, d'altra banda, un nou auge de l'eclecticisme, amb el concepte de postmodernisme. S'ha denominat aquest corrent "neoeclèctic".